# Sterilizzazione (biologia)
La sterilizzazione è la tecnica volta ad impedire la riproduzione, temporaneamente od in permanenza. È un metodo di contraccezione.
In alcune epoche e in alcuni luoghi la sterilizzazione è stata applicata forzatamente a donne e uomini classificati dal potere politico come "pericolosi" ideologicamente o biologicamente, con lo scopo di impedirne la riproduzione e causare così nel medio termine l'estinzione del gruppo sociale di appartenenza.

## Sterilizzazione maschile
I comuni metodi di sterilizzazione comprendono:
- Vasectomia: i canali deferenti, ossia i condotti che mettono in comunicazione i testicoli con la prostata, vengono tagliati e legati. Ciò impedisce agli spermatozoi prodotti nei testicoli di entrare a far parte dello sperma (che è in gran parte prodotto dalle vescicole seminali e dalla prostata). Sebbene il nome "vasectomia" sia di uso comune, la corretta terminologia medica prevede l'uso di deferentectomia. Una tecnica moderna, anch'essa nota come vasectomia sebbene non preveda il taglio dei canali, utilizza l'iniezione di un materiale ostruttivo all'interno dei dotti.
- Castrazione: rimozione chirurgica dei testicoli; pratica in genere utilizzata in veterinaria, poiché oltre all'eliminazione della funzione riproduttiva conferisce maggiore docilità, comportamenti sessuali ridotti, e, pregio in ambito zootecnico, più rapido guadagno di peso. Nell'ambito della medicina umana è utilizzata per scopi terapeutici.

Non si deve confondere la vasectomia con la castrazione: la vasectomia non implica la rimozione dei testicoli e non altera la produzione di ormoni maschili (come il testosterone) né la loro secrezione. Perciò il desiderio sessuale e la capacità di avere una erezione, un orgasmo ed una eiaculazione non subiscono variazioni. Poiché gli spermatozoi costituiscono solo una piccola parte dello sperma, la vasectomia non altera il volume, l'aspetto, la consistenza dell'eiaculato.
Similmente, nelle femmine, la chiusura delle tube non varia la produzione ormonale, il desiderio, né il ciclo mestruale. Quando la vasectomia è completa, gli spermatozoi non possono più lasciare il corpo, vengono perciò distrutti e riassorbiti; la parte fluida viene captata dalle membrane dell'epididimo, la parte solida fagocitata dai macrofagi. Questo non è sorprendente, se si pensa che gli spermatozoi maturano normalmente nell'epididimo per circa un mese dopo aver lasciato i testicoli, ma solo una metà di essi raggiunge l'esterno con le eiaculazioni, mentre la parte restante viene fisiologicamente riassorbita. Dopo la vasectomia le membrane dell'epididimo aumentano di dimensioni e vengono reclutati più macrofagi, il che consente una maggiore efficienza al processo.

## Sterilizzazione femminile

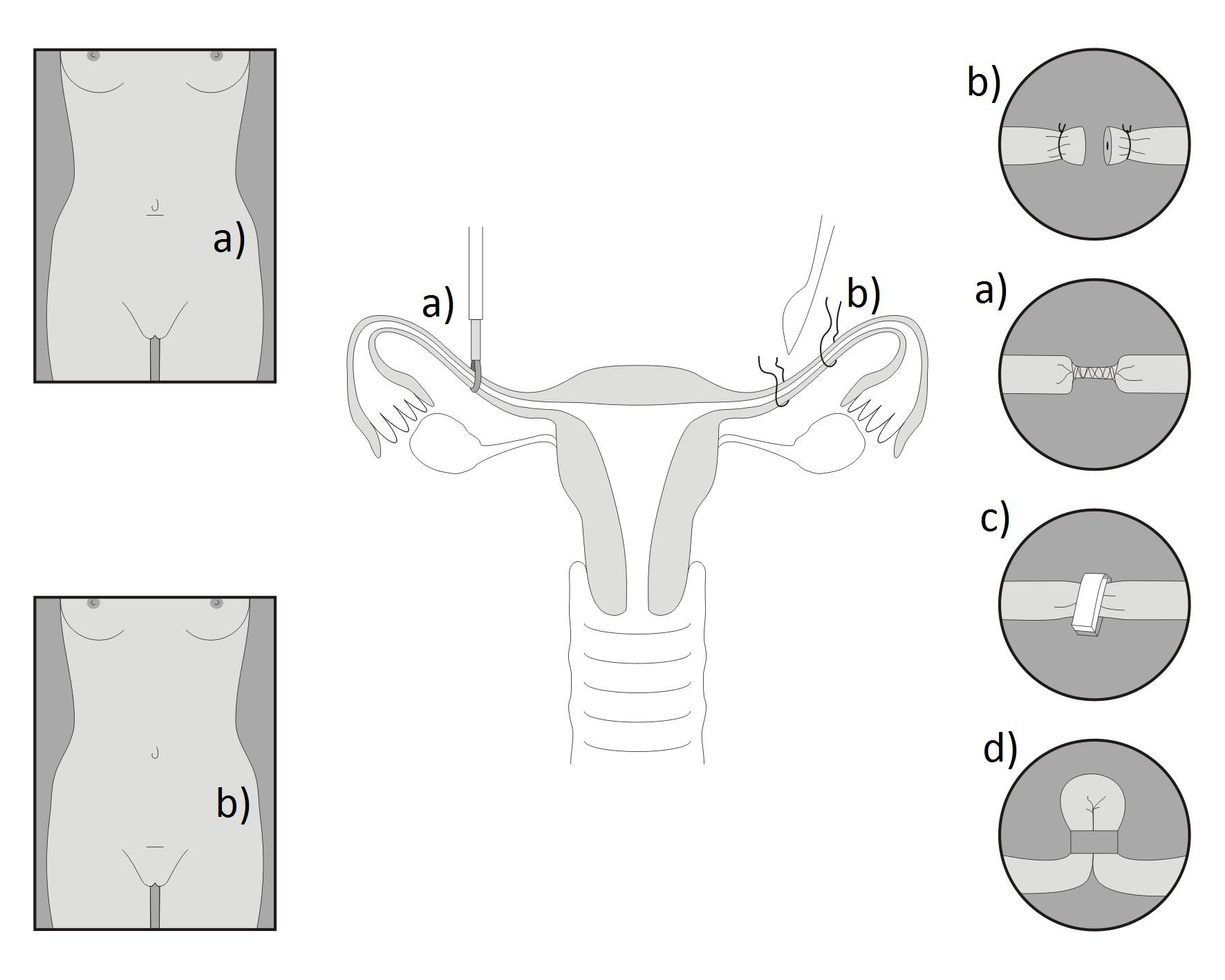
Disegno di una sterilizzazione femminile, specificatamente raffigurante la metodologia della chiusura delle tube

I comuni metodi di sterilizzazione comprendono:
- Chiusura delle tube nella femmina. Le tube di Falloppio, dette anche trombe, che mettono in comunicazione ovaie ed utero e dove avviene la fecondazione, vengono chiuse.
- Isterectomia nella femmina. L'utero viene rimosso chirurgicamente, impedendo permanentemente la gravidanza; in genere è una pratica cui si ricorre con finalità terapeutiche in presenza di alcune malattie.
- Ovarioisterectomia: consiste nell'asportazione delle ovaie e dell'utero, con lo scopo di evitare completamente il mestruo.

### Chiusura delle tube
Nella donna la chiusura delle tube si può eseguire in varie maniere: tramite approccio vaginale, tramite laparoscopia, con una minilaparotomia ("minilap"), o con una vera e propria laparotomia. Si distingue anche fra chiusura delle tube postparto e chiusura delle tube interparto, quest'ultima non eseguita dopo un parto recente. Esistono varie tecniche, tra cui la Pomeroy, descritta da Ralph Pomeroy nel 1930, l'uso di clip o anelli, posizionati in laparoscopia, e la cauterizzazione, anch'essa effettuata in laparoscopia. Una chiusura delle tube può anche essere eseguita in laparotomia come procedura secondaria dopo un taglio cesareo, così come una salpingectomia, che prevede la chiusura chirurgica delle tube
e l'asportazione di una porzione di queste.

#### Reversibilità
In genere l'intervento di chiusura delle tube viene fatto con la prospettiva che sia permanente, e la maggioranza delle pazienti sono soddisfatte della scelta. Tuttavia, alcune procedure, a seconda della tecnica, sono reversibili chirurgicamente, specie quelle che lasciano intatta una certa quantità di tessuto tubarico, come la tecnica Pomeroy e l'applicazione di clip o anelli. Al contrario la cauterizzazione o la salpingectomia non consentono in genere la reversibilità dell'intervento. Tuttavia la fecondazione in vitro può superare i problemi di fertilità nelle pazienti con occlusione tubarica di qualunque origine.

## Sterilizzazione degli animali
Negli animali da compagnia la castrazione (asportazione dei testicoli) e la ovariectomia (rimozione delle ovaie, talvolta unitamente alle tube e/o all'utero, detta ovario-isterectomia), si utilizzano per ridurre o eliminare il comportamento sessuale specie nel maschio, e prevenire i concepimenti, il "calore" (o estro) e le malattie uterine nelle femmine, prolungando con ciò potenzialmente la durata di vita degli animali.
Inoltre la sterilizzazione delle cagne femmine è un fattore di eliminazione del rischio di comparsa di neoplasie mammarie.
Negli animali da reddito le pratiche di sterilizzazione, oggi meno diffuse di un tempo, comprendono essenzialmente la castrazione del maschio, praticata su varie specie con lo scopo di alterarne il comportamento (bovino, cavallo) o aumentarne la produzione di carne (gallo, maiale).